# Brevard
Brevard es una ciudad ubicada en el condado de Transilvania en el estado estadounidense de Carolina del Norte. Es sede del condado de Transilvania. La localidad en el año 2000, tenía una población de 6.789 habitantes en una superficie de 12,5 km², con una densidad poblacional de 545,4 personas por km².

## Geografía
Brevard se encuentra ubicada en las coordenadas 35°14′30″N 82°43′43″O / 35.24167, -82.72861. Según la Oficina del Censo, la localidad tiene un área total de 12,5 km² (4,8 mi²), de la cual 12,4 km² (4,8 mi²) es tierra y 0 km² (0 mi²) (0.0%) es agua.

### Localidades adyacentes
El siguiente diagrama muestra a las localidades en un radio de 28 kilómetros (17,4 mi) de Brevard.

## Demografía
En el 2000 la renta per cápita promedia del hogar era de $33.497, y el ingreso promedio para una familia era de $44.489. El ingreso per cápita para la localidad era de $18.256. En 2000 los hombres tenían un ingreso per cápita de $26.929 contra $21.348 para las mujeres. Alrededor del 10.70% de la población estaba bajo el umbral de pobreza nacional.